# Margaret Qualley

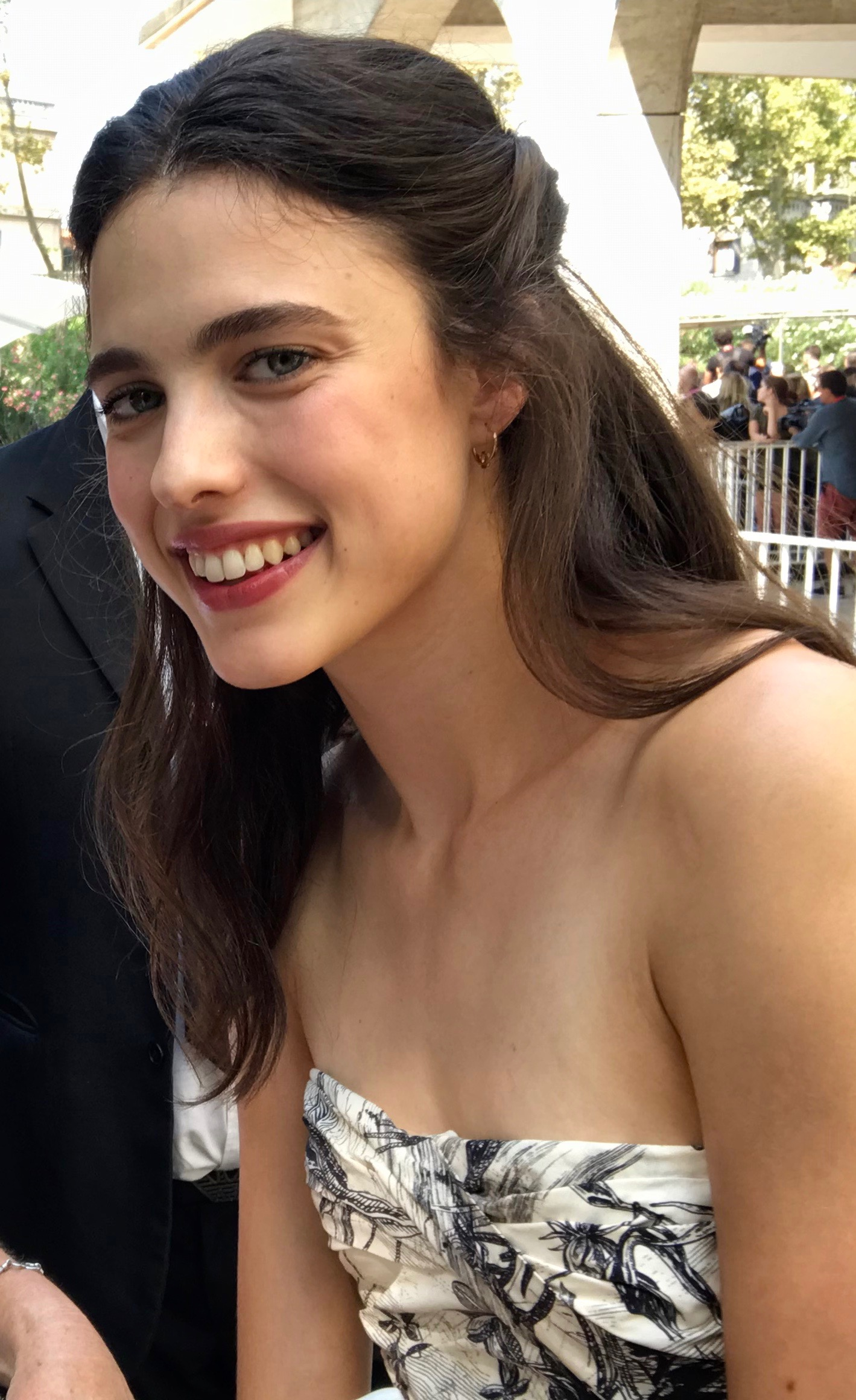
Margaret Qualley a la 76a Mostra Internacional de Cinema de Venècia

Sarah Margaret Qualley (Kalispell, 23 d'octubre de 1994) és una actriu, ballarina i model estatunidenca, coneguda per interpretar Jill Garvey a la sèrie d'HBO The Leftovers, Pussycat a Once Upon a Time in Hollywood i Sue a The Substance

## Primers anys
Margaret Qualley va néixer el 23 d'octubre de 1994. És filla de l'actriu Andie MacDowell i del model Paul Qualley. Té una germana major, Rainey (nascuda el 1990). Rainey és també actriu i model, així com cantautora amb el sobrenom de Rainsford. Les germanes Qualley van passar els seus primers anys en un ranxo a Missoula. Els pares de Qualley es van separar quan ella tenia cinc anys.

### Educació i formació
Quan era adolescent i va créixer a Asheville, Carolina del Nord. Va fer la seva estrena al Bal des débutantes de París. Als 14 anys va estudiar dansa a la North Carolina School of the Arts on es va formar com a ballarina, va participar en l'American Ballet Theatre i va estudiar a la Professional Children's School de Nova York. A l'edat de 16 anys, després d'una oferta de la companyia de teatre North Carolina Dance Theater, Qualley va decidir deixar la dansa i va començar a treballar com a model. Qualley ho explica així: «Vaig escriure a la meva mare dient-li, "Mira, no crec que vulgui ser ballarina mai més, així que deixaré el ballet, em quedaré aquí i tindré aquests ingressos la setmana vinent". Ho vaig exposar d'una manera que no podia oposar-s'hi perquè ho tenia tot força organitzat». Més tard va assistir al programa d'estiu de la Royal Academy of Dramatic Art de Londres.

## Carrera

### Modelatge
El 2011, Qualley va debutar com a model durant la New York Fashion Week, modelant per a Alberta Ferretti. També signà amb IMG Models i Uno Models Barcelona.

### Interpretació
Qualley va aparèixer per primera vegada a la gran pantalla l'any 2013 interpretant un petit paper en la pel·lícula de Gia Coppola, Palo Alto. El juny de 2013, va obtenir un paper a la sèrie The Leftovers. Va aparèixer a la pel·lícula d'Adam Wingard per a Netflix, Death Note. L'abril de 2016, s'uní al ventall del segon llargmetratge de Shawn Christensen, Sidney Hall. També és la protagonista d'un anunci publicitari realitzat per a l'empresa de perfums Kenzo.
El juliol de 2019, va participar en la novena pel·lícula de Quentin Tarantino, Once Upon a Time in Hollywood, juntament amb Brad Pitt, Leonardo DiCaprio, Al Pacino, Margot Robbie i Luke Perry, com una de les integrants de la família Manson.
Va continuar refermant-se com a actriu principal amb produccions com IO, Strange but True (2019) i My Salinger Year (2020). La seva interpretació d'una empleada domèstica i mare soltera en la minisèrie Maid (2021) va suscitar comentaris positius de la premsa.
Els seus següents projectes cinematogràfics van ser Stars at Noon (2022) i Sanctuary (2022). El 2024 va participar en Drive-Away Dolls, una comèdia dirigida per Ethan Coen, i a The Substance (2024), que va protagonitzar juntament amb Demi Moore.

## Vida personal
L'octubre de 2012 va començar a sortir amb Nat Wolff, una relació que va acabar a finals de 2014. Durant el 2019 va mantenir una breu relació amb l'humorista Pete Davidson. Des del juny de 2014, Qualley és alumna de la Universitat de Nova York.

## Filmografia

### Cinema
| Any  | Títol                               | Paper                   | Director           | Notes        |
| ---- | ----------------------------------- | ----------------------- | ------------------ | ------------ |
| 2013 | Palo Alto                           | Raquel                  | Gia Coppola        |              |
| 2016 | Dream Girl                          | Nora                    | Lauren Caris Cohan | Curtmetratge |
| 2016 | The Nice Guys                       | Amelia Kuttner          | Shane Black        |              |
| 2016 | Novitiate                           | Germana Cathleen Harris | Margaret Betts     |              |
| 2017 | Sidney Hall                         | Alexandra               | Shawn Christensen  |              |
| 2017 | Death Note                          | Mia Sutton / Kira       | Adam Wingard       | Netflix      |
| 2019 | Io                                  | Sam Walden              | Jonathan Helpert   | Netflix      |
| 2019 | Native son                          | Mary Dalton             | Rashid Johnson     |              |
| 2019 | Adam                                | Casey Freeman           | Rhys Ernst         |              |
| 2019 | Once Upon a Time in Hollywood       | Pussycat                | Quentin Tarantino  | [ 23 ]       |
| 2019 | Strange but True                    | Melissa Moody           | Rowan Athale       |              |
| 2019 | Seberg                              | Linette                 | Benedict Andrews   |              |
| 2020 | Wake Up                             | Jane Doe                |                    | Curtmetratge |
| 2020 | Somnis d'una escriptora a Nova York | Joanna                  | Philippe Falardeau |              |
| 2022 | Stars at Noon                       | Trish                   | Claire Denis       | [ 25 ]       |
| 2022 | Sanctuary                           | Rebecca                 | Zachary Wigon      |              |

### Televisió
| Any       | Títol                              | Paper            | Notes     |
| --------- | ---------------------------------- | ---------------- | --------- |
| 2014-2017 | The Leftovers                      | Jill Garvey      |           |
| 2018      | Asesinato en El Hormiguero Express | Margaret Qualley | Telefilm  |
| 2019      | Fosse/Verdon                       | Ann Reinking     | Minisèrie |
| 2021      | Maid                               | Alex Russell     | Minisèrie |

### Videojocs
| Any  | Títol           | Paper         | Notes                      |
| ---- | --------------- | ------------- | -------------------------- |
| 2019 | Death Stranding | Mama & Lockne | Veu i captura de moviments |